# جز جک‌ربیت (بازی ویدئویی ۱۹۹۴)
«جز جک‌ربیت» (انگلیسی: Jazz Jackrabbit) اولین بازی از سری بازی‌های جز جک‌ربیت است که در سال ۱۹۹۴ توسط اپیک گیمز برای سکوی داس منتشر شده‌است.